# Charlotte Wiberg
Charlotte Wiberg, född 20 april 1964 i Malmö, är en svensk journalist, författare, filmrecensent  och filmvetare. I början av 2000-talet behandlade hon antisemitism och rasism på sin blogg Kamferdroppar.
Därefter har hon bland annat publicerats i Sydsvenska Dagbladet,  Svenska Dagbladet, 
Dagens Nyheter,  Expo  och Expressen
; hon är även fast medarbetare i filmtidskriften FLM. 
Wiberg använder även sociala medier för att upplysa om och bilda opinion mot antisemitism, rasism och politisk extremism.  Hon är doktorand i filmvetenskap vid Lunds universitet. 
År 2018 mottog Wiberg ELSA-priset.  Wiberg har fått kritik för att ha förnekat Israels och sionistiska terrorgruppers systematiska massakrer av palestinier och palestinska barn.